# Dylan Minnette
Dylan Christopher Minnette (* 29. prosince 1996, Evansville, Indiana, Spojené státy americké) je americký herec a muzikant. Nejvíce se proslavil rolemi v seriálech Božská mrcha, Ztraceni a Procitnutí (Awake) a rolemi ve filmech Husí kůže nebo Smrt ve tmě. V roce 2017 se objevil v hlavní roli v seriálu 13 Reasons Why.

## Životopis
Minnette se narodil v Evansville v Indianě. Je jedináček. Je synem Robyn (za svobodna Maker) a Craiga Minnette. V pěti letech se přestěhoval do Champaign v Illinois a později za hereckou kariérou do Los Angeles.

## Kariéra

### Herectví
První role přišla se seriálem Drake a Josh, kde si zahrál v jednom díle. Objevil se v televizním filmu stanice NBC Vánoce bez Santy a ve filmu Dívčí parta. V seriálu Útěk z vězení ztvárnil mladší verzi hlavní postavy Michaela Scofielda. V říjnu 2010 měl premiéru film Ať vejde ten pravý. Za roli Kennyho získal nominaci na ocenění Young Artist Award v kategorii nejlepší filmový herecký výkon ve vedlejší roli - mladý herec. Jednu z hlavních rolí hrál v seriálu Procitnutí. V roce 2015 si zahrál ve filmu Husí kůže a o rok později v hororovém snímku Smrt ve tmě. V roce 2017 získal hlavní roli v netflixovském seriálu 13 Reasons Why. V roce 2018 si zahrál ve filmu The Open House.

### Hudba
Je zpěvákem a kytaristou kapely The Narwhals, ve které hraje se Zackem Mendenhallem, Colem Prestonem a Braedenem Lemastersem. Kapela vyhrála souboj kapel v roce 2010 sponzorovaným rádiem 98.7 M. Od té doby hráli v nejznámějších klubech po Los Angeles. Jejich skladba „Bleeding Man“ byl použita k promu druhé řady seriálu Hodina duchů. Na začátku roku 2014 kapela změnila své jméno z The Feaver na The Narwhals.

## Filmografie

### Filmy
| Rok  | Název                                                    | Role                      | Poznámky |
| ---- | -------------------------------------------------------- | ------------------------- | -------- |
| 2007 | Oranges                                                  | Billy                     |          |
| 2007 | Santa má bráchu                                          | Dítě ze sirotčince        |          |
| 2008 | Sněžní přátelé                                           | Noah Framm                |          |
| 2008 | Dívčí parta                                              | Todd Lyons                |          |
| 2010 | Ať vejde ten pravý                                       | Kenny                     |          |
| 2013 | Zmizení                                                  | Ralph Dover               |          |
| 2013 | Prodloužený víkend                                       | Henry Wheeler v 16 letech |          |
| 2014 | Alexandr a jeho opravdu hodně špatný a příšerně blbý den | Anthony Cooper            |          |
| 2015 | Husí kůže                                                | Zach Cooper               |          |
| 2016 | Smrt ve tmě                                              | Alex                      |          |
| 2017 | The Disaster Artist                                      | Muž na telefonu           |          |
| 2018 | The Open House                                           | Logan Wallace             |          |
| 2022 | Vřískot                                                  | Wes Hicks                 |          |

### Televize
| Rok              | Název                                     | Role                        | Poznámky                               |
| ---------------- | ----------------------------------------- | --------------------------- | -------------------------------------- |
| 2005             | Drake a Josh                              | Jeffrey                     | díl: „The Demonator“                   |
| 2005             | Dva a půl chlapa                          | mladý Charlie Harper        | díl: „I Always Wanted a Shaved Monkey“ |
| 2005             | Útěk z vězení                             | mladý Michael Scofield      | 5 dílů                                 |
| 2006             | Útěk z vězení                             | mladý Michael Scofield      | 5 dílů                                 |
| Vánoce bez Santy | Iggy Thistlewhite                         | televizní film              |                                        |
| Enemies          | Jack Graham Jr.                           | pilotní díl                 |                                        |
| MADtv            | Billy                                     | Díl #11.18                  |                                        |
| 2007             | Chirurgové                                | Ryan                        | díl: „Každý den tě na mysli mám“       |
| 2008             | Posel ztracených duší                     | Pierce Wilkins              | díl: „Stranglehold“                    |
| 2008             | Pravidla zasnoubení                       | Nicky                       | díl: „Buyer's Remorse“                 |
| 2008             | Mentalista                                | Frankie O'Keefe             | díl: „Red Hair and Silver Tape“        |
| 2009             | Lovci duchů                               | Danny Carter                | díl: „Family Remains“                  |
| 2010             | Božská mrcha                              | Clay Norman                 | 40 dílů                                |
| 2010             | Ztraceni                                  | David Shephard              | 4 díly                                 |
| 2010             | Medium                                    | Cameron                     | díl: „Bring Your Daughter to Work Day“ |
| 2011             | Anatomie lži                              | Noah                        | díl: „Skvělá partie“                   |
| 2011             | Hodina duchů                              | Corey                       | díl: „Brush with Madness“              |
| 2012             | Procitnutí                                | Rex Britten                 | hlavní role, 13 dílů                   |
| 2012             | Zákon a pořádek: Útvar pro zvláštní oběti | Luca Gabardelli             | díl: „Learning Curve“                  |
| 2012             | Closer: Nové případy                      | Avi Strauss                 | díl: „Extáze a agonie“                 |
| 2013             | Hodina duchů                              | Chad                        | díl: „Funhouse“                        |
| 2013             | Nikita                                    | Stefan Tasarov              | díl: „Reunion“                         |
| 2013             | Save Me                                   | Ben Tompkins                | díl: „The Book of Beth“                |
| 2014             | Agenti S.H.I.E.L.D.                       | Donnie Gill / Blizzard      | 2 díly                                 |
| 2014             | Skandál                                   | Fitzgerald "Jerry" Grant IV | 3 díly                                 |
| 2017–2020        | 13 Reasons Why                            | Clay Jensen                 | hlavní role                            |
| 2022             | The Dropout                               | Tyler Shultz                | 4 díly                                 |

## Ocenění a nominace
| Rok  | Ocenění                         | Kategorie                                                          | Práce                                                    | Výsledek  |
| ---- | ------------------------------- | ------------------------------------------------------------------ | -------------------------------------------------------- | --------- |
| 2008 | Young Artist Awards             | nejlepší herec ve věku 10 a méně (televize)                        | Božská mrcha                                             | vítězství |
| 2009 | Young Artist Awards             | nejlepší mladý herec v hostující roli (televize)                   | Mentalista                                               | nominace  |
| 2009 | Young Artist Awards             | nejlepší mladý herec ve vedlejší roli (televize)                   | Božská mrcha                                             | nominace  |
| 2011 | Young Artist Awards             | nejlepší mladý herec ve vedlejší roli (film)                       | Ať vejde ten pravý                                       | nominace  |
| 2011 | Young Artist Awards             | nejlepší mladé obsazení (film)                                     | Ať vejde ten pravý                                       | nominace  |
| 2011 | Young Artist Awards             | nejlepší mladý herec v hostující roli ve věku 14–17 let (televize) | Medium                                                   | vítězství |
| 2011 | Young Artist Awards             | nejlepší mladý herec ve vedlejší roli (televize)                   | Ztraceni                                                 | nominace  |
| 2013 | National Board of Review Awards | nejlepší obsazení                                                  | Zmizení                                                  | vítězství |
| 2015 | Young Artist Awards             | nejlepší mladé obsazení ve filmu                                   | Alexandr a jeho opravdu hodně špatný a příšerně blbý den | nominace  |